# Wong Tai Sin
Wong Tai Sin (traditionell kinesiska: 黃大仙區, Pinyin: Huangdaxian Qu) är ett av Hongkongs 18 administrativa distrikt. Distriktet är en del av huvudområdet Kowloon.
Wong Tai Sin har 444 630 invånare på en yta av 9km². 